# 阿都拉朱索
阿都拉·朱索，马来西亚政治人物，伊斯兰党籍，曾经担任吉打州行政议员，以及吉打州立法议会独立海滨议员。